# Laurentius Liechti

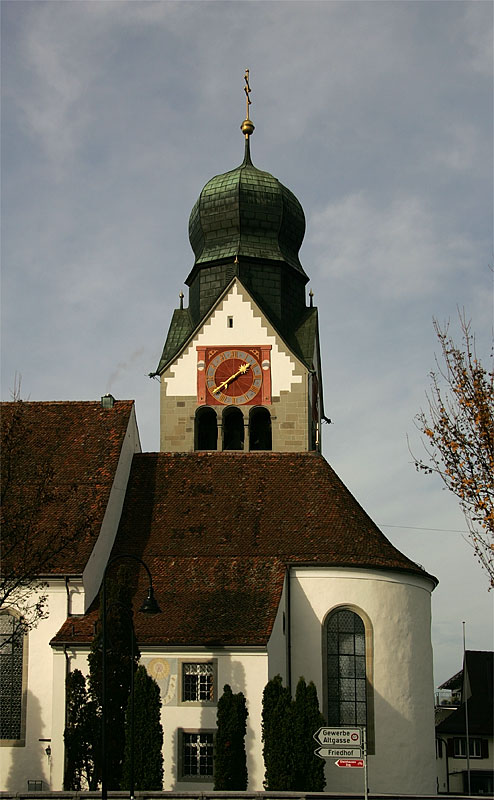
Kirche St. Martin in Baar mit Uhrwerk von 1526

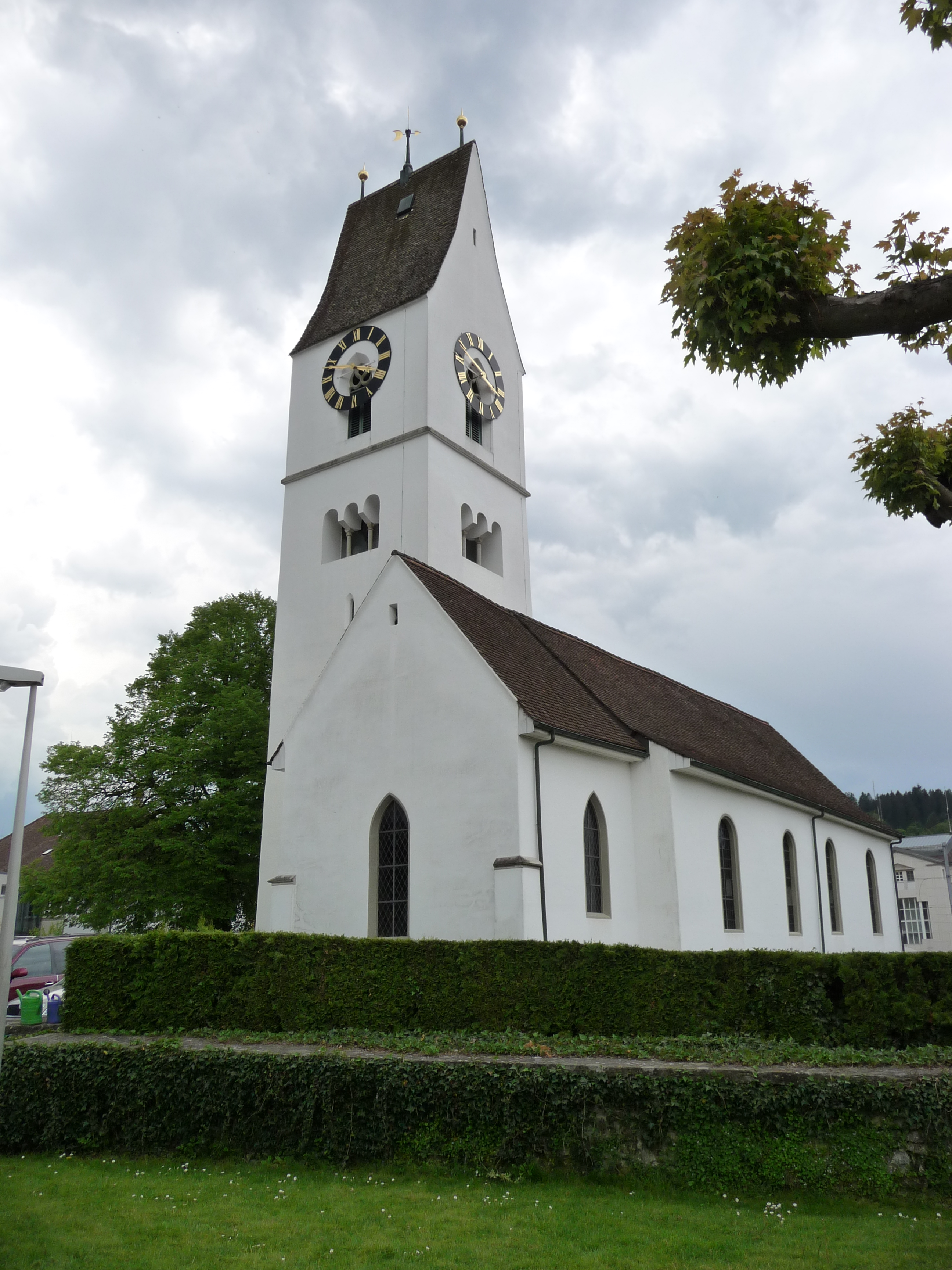
Kirche Unterkulm mit Turmuhr von 1530

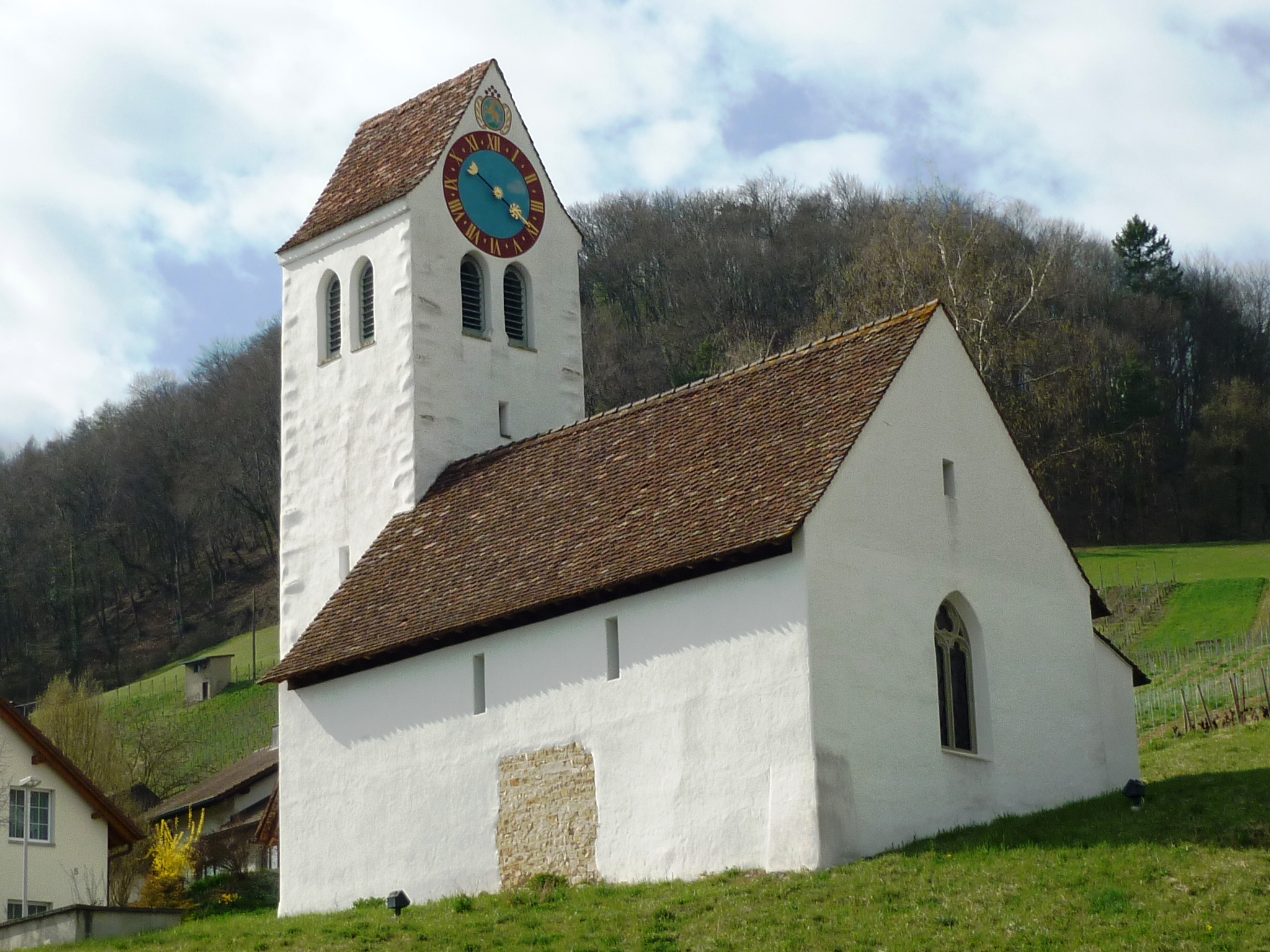
Kirche von Remigen mit Turmuhr von 1535

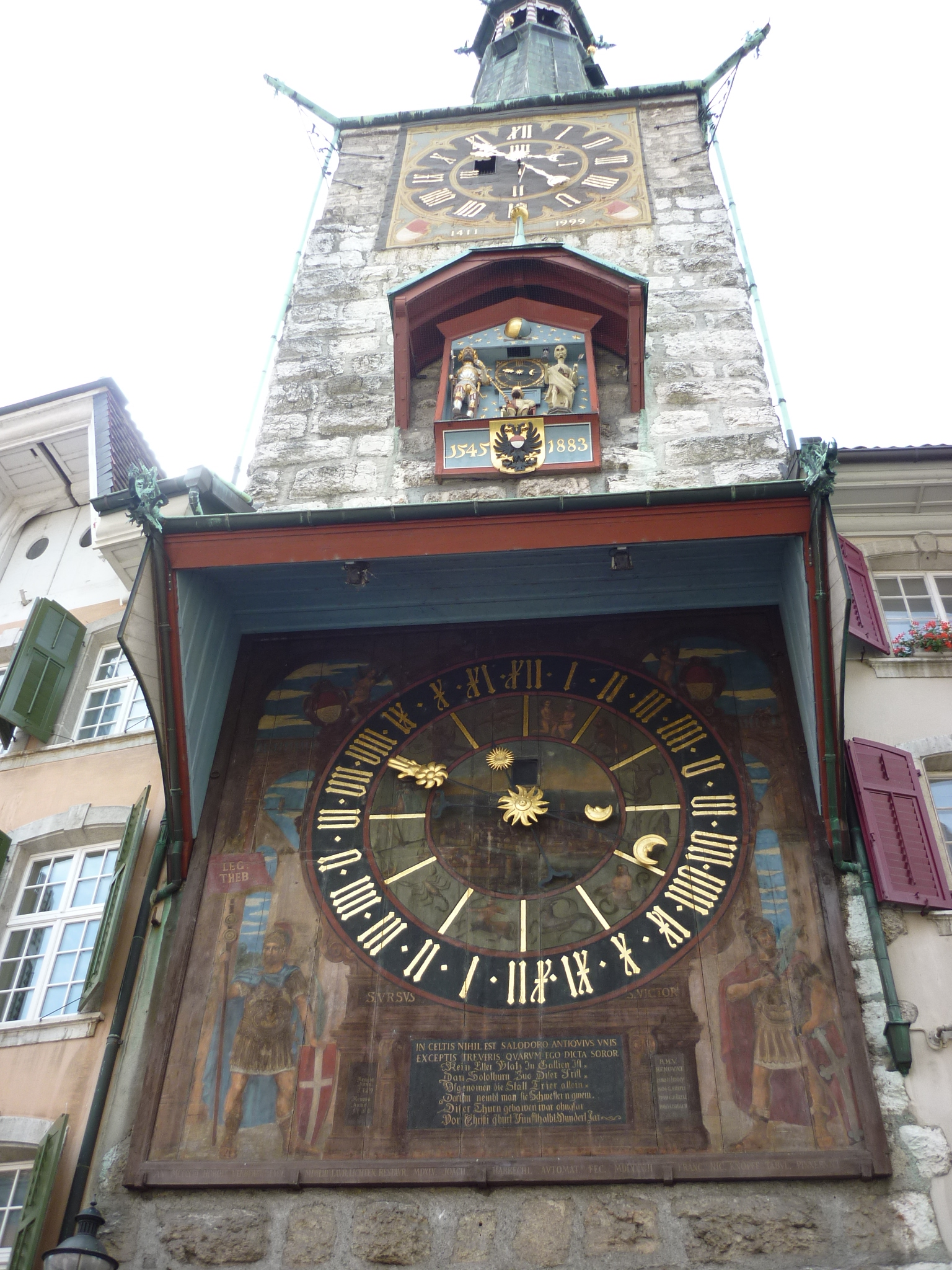
Zeitglockenturm in Solothurn mit Uhrwerk von 1545

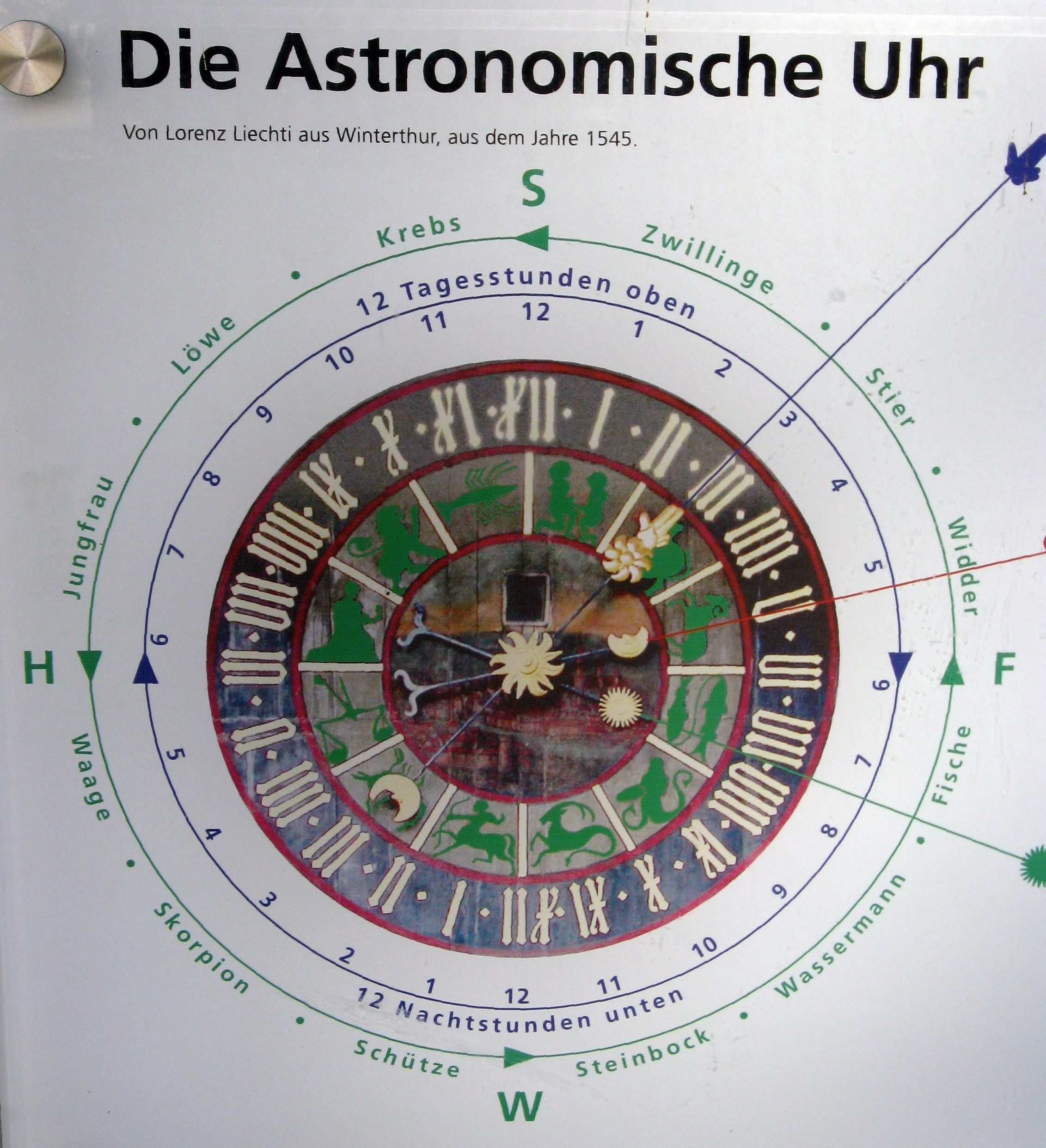
Astronomische Uhr Solothurn (Wandtafelbild)

Laurentius Liechti (* wahrscheinlich 1489; † 1545 in Winterthur) war ein Schweizer Uhrmacher, Politiker und Begründer der Uhrmacherdynastie Liechti.

## Leben und Wirken
Laurentius Liechti wurde wahrscheinlich 1489 in Winterthur geboren. Er war von Beruf Schlosser und Uhrmacher. Bekannt wurde er durch den Auftrag zum Bau einer astronomischen Uhr an der Liebfrauenkirche in München.
Laurentius Liechti konstruierte mehr als 19 Turmuhren, von denen 16 heute noch erhalten und teilweise in Betrieb sind. Er stellte hauptsächlich Räderuhren mit einem Zeiger her, aber auch Elementaruhren mit Astrolabium.

### Familie
Die Familie wurde erstmals 1412 erwähnt. Laurentius Liechtis Sohn Laurentius II (1598) übernahm die väterliche Werkstatt und arbeitete als Schlosser, während der zweite Sohn Erhard (um 1530–1591) Zimmeruhren für wohlhabende Bürger und Klöster erstellte.
Ab 1533 hatten die Liechtis einen Sitz im Grossrat und ab 1588 im Kleinrat von Winterthur. Sie übten die Uhrmacherkunst während drei Jahrhunderten bis zu Jakob Ulrich (1829–1857) aus und brachten in 12 Generationen 19 Handwerker hervor, die Uhren bauten.
Während frühe Eisenuhren nicht signiert wurden, war es bei den Liechtis Familientradition, ihre Produkte zu signieren (Zwischen den Initialen ein Stern des Familienwappens und ein W für Winterthur) und zu datieren (Jahreszahl). Dank dieser Tradition konnte aufgrund alter Ratsprotokolle, dem Stammbaum der Liechti und den Jahreszahlen die Uhrentechnik über rund zwei Jahrhunderte rekonstruiert werden.

## Werke
Turmuhren von Laurentius Liechti mit Baujahr
Die Werke sind mit L*L, dem W für Winterthur und der Jahreszahl (Baujahr) signiert.
- 1524: Liebfrauenkirche München, altarförmig mit astronomischen Anzeigen, zerstört.
- 1526 Kirche St. Martin in Baar, Turmuhrwerk noch in Betrieb[2] (in Liste Schenk nicht aufgeführt)
- 1528: Kirche Dinhard, Standort: Schloss Mörsburg
- 1529: Unterer Bogen (Kefitor/Käfigtor) Winterthur, Turmuhrwerk mit Astrolabium und 2 Automaten, Standort: Museum Lindengut, Winterthur.[3]
- 1530: Porte Basse, Thann (Elsass), bis auf die 2 Automaten zerstört.
- 1530: Kirche Unterkulm, Turmuhrwerk noch in Betrieb.[4]
- 1530: Kirche Ellikon an der Thur, Standort: Uhrensammlung Kellenberger, Winterthur (als Leihgabe des Technorama).
- 1530: Kirche Veltheim, 1950 am Ort stillgelegt, seit 1993 verschollen.
- 1531: Obertor Brugg, mit astronomischen Anzeigen, Turm 1840 abgebaut, Werk verschollen.
- 1535: Kirche Remigen, eisernes Turmuhrwerk von 1535.
- 1535: Kirche Villigen, Standort: Museum Aargau, Lenzburg.
- 1540: Niederbüren (?), Standort: Historisches Museum, St. Gallen.
- 1540: Schloss Wolfsberg Ermatingen, Turmuhrwerk aus dem alten Schloss noch in Betrieb, Standort: Westwand der Bibliothek, das dazugehörige Zifferblatt mit Stundenzeiger befindet sich an der westlichen Aussenwand,[5] (in Liste Schenk nicht aufgeführt).
- 1541: Kirche Hornussen, Standort: Privatbesitz USA.
- 1543: Renzentor Aarau, Tor 1812 abgebrochen, Werk verschollen.
- 1544: Kloster Maria Hilf, Altstätten, noch in Betrieb (Urheberschaft nicht gesichert).
- 1544/1545: Zeitglockenturm Solothurn, mit astronomischen Anzeigen und Automaten, Turmuhrwerk noch in Betrieb.[6]

## Museen
- Gewerbemuseum Winterthur: Die Uhrensammlung Kellenberger zeigt einen Querschnitt durch das Schaffen der Uhrenmacherfamilie Liechti und eine eiserne Turmuhr von Laurentius Liechti aus dem Jahr 1530.[7]
- Museum Lindengut, Winterthur: Die astronomische Turmuhr (mit 4/4 Schlag) des Winterthurer Zytgloggeturms (Käfigtor), die Liechti im Jahre 1529 hergestellt hat, gilt als das älteste erhaltene Astrolabiumgetriebe.[8]